# شهرستان الفاتار
شهرداری الفاتار (به لاتین: Alfatar Municipality) یک شهرداری در بلغارستان است که در استان سیلیسترا واقع شده‌است.

## خصوصیات
الفاتار ۲۴۸٫۵۷ کیلومترمربع مساحت و ۳٬۳۲۴ نفر جمعیت دارد.